# Radek Zelenka
El doctor Radek Zelenka, és un personatge fictici a la sèrie Stargate Atlantis. És originari de l'Europa de l'Est, de la República Txeca, i és el segon científic en cap de la ciutat d'Atlantis, per sota d'en Rodney McKay.
La seva primera aparició a la sèrie és en el 4t episodi de la primera temporada: Thirty Eight Minutes (Trenta-Vuit Minuts). Entre les seves proeses es poden destacar quan va salvar la vida a en Rodney quan estava atrapat dins d'un Jumper a les profunditats de l'oceà o el paper que va tenir a la batalla contra les dues naus dels wraith on aconsegueix dotar a l'Orió (un creuer de batalla) d'armes i escuts el suficient temps per donar la possibilitat al Daedalus per poder escapar de la destrucció.